# لباس سیاه کوتاه

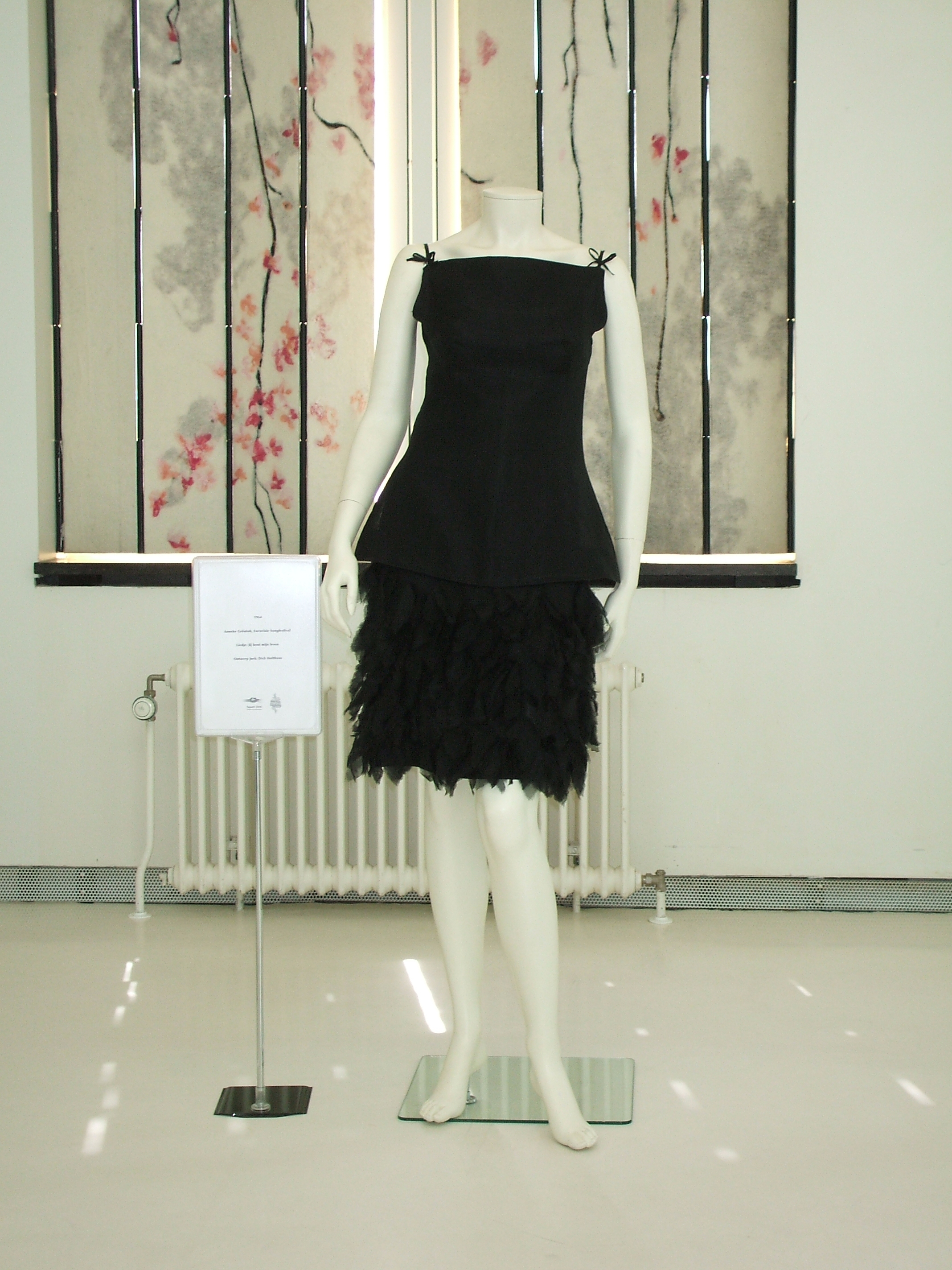
یک لباس سیاه کوتاه از سال ۱۹۶۴

لباس سیاه کوتاه (معروف‌به: LBD) یک گونه پوشاک سیاه ساده و بیشتر وقت‌ها کوتاه است. مورخان مد، ریشه‌های لباس سیاه کوتاه زنانه را به طرح‌های دهه ۱۹۲۰ مرتبط می‌دانند.
در حال حاضر طرح‌ها و مدل‌های بسیاری برای این نوع پوشاک وجود دارد.